# Ponte dei Bareteri

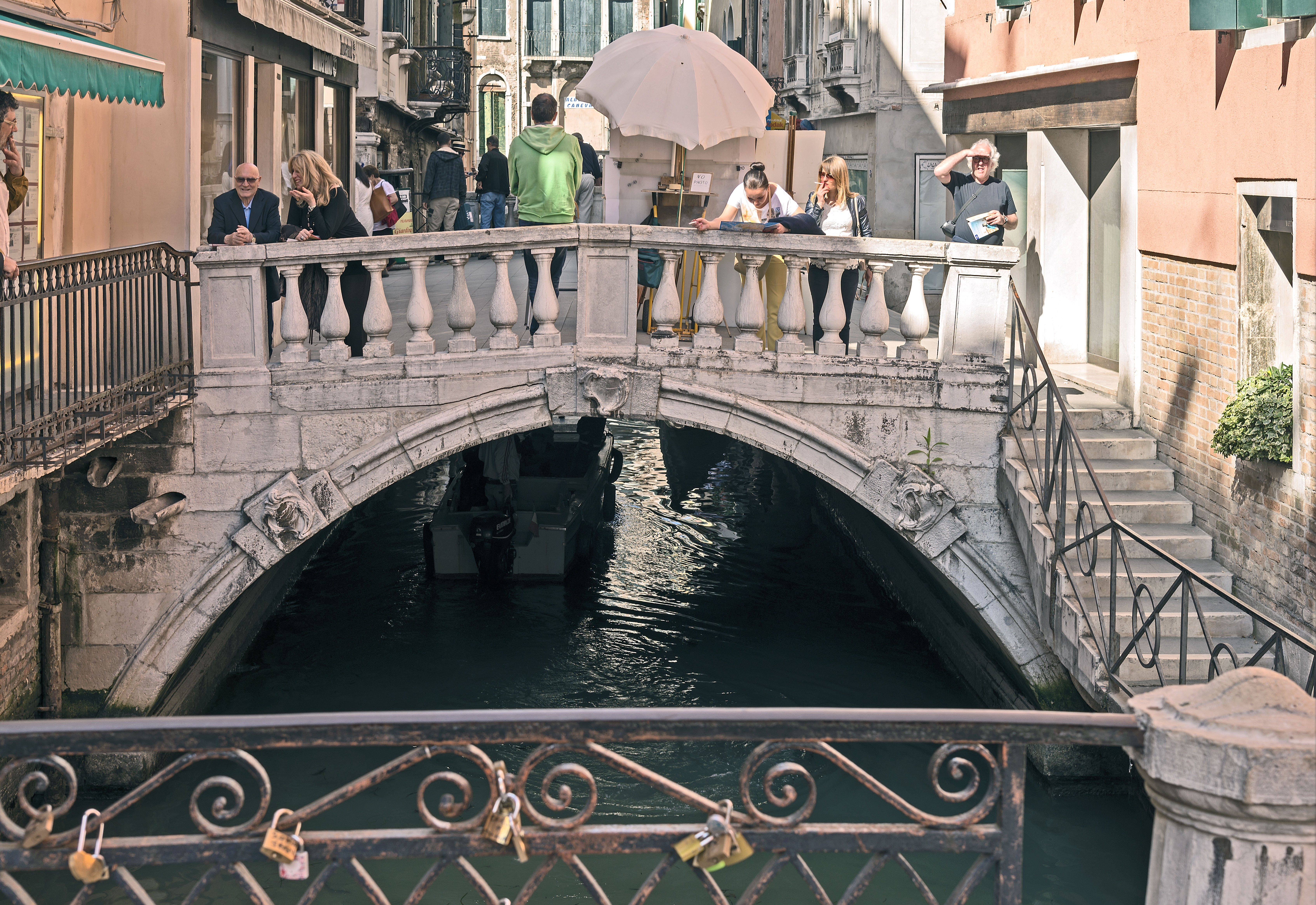
Ponte dei Bareteri

Die Ponte dei Bareteri ist eine Brücke in Venedig im Sestiere San Marco. Sie liegt in etwa auf halbem Weg zwischen dem Markusplatz und der Rialtobrücke und gehört damit zu den vielbegagenen Brücken der Stadt.
Die Bogenbrücke überspannt den Rio dei Bareteri  und verbindet die Marzaria del Capitello im Norden mit der Merceria Zulian. Ihren Namen verdankt sie den ansässig gewesenen Hut- und Kappenmachern (ital. Baretteri), die hier bereits in den Anfängen des 14. Jahrhunderts tätig waren. 
Die ursprüngliche Holzbrücke wurde 1308 von Sanudo in seinen Tagebüchern (diarii) erwähnt und zu Beginn des 16. Jahrhunderts durch eine Steinbrücke ersetzt. An den beiden Seiten und in der Mitte des Brückenbogens befinden sind drei Steinwappen der Provveditori der Stadt.